# Eleições estaduais no Ceará em 2022
As eleições estaduais no Ceará em 2022 foram realizadas em 2 de outubro como parte das eleições gerais brasileiras em 26 estados e no Distrito Federal. Foram eleitos governador e vice-governador do estado, senador da República e dois suplentes, 22 deputados federais e 46 estaduais. Pela Constituição, governador e vice eleitos exercerão um mandato de quatro anos com início em 1.º de janeiro de 2023 e que, com a aprovação da Emenda Constitucional n.º 111, terminará em 6 de janeiro de 2027. O senador ocupa o cargo de 1.º de fevereiro de 2023 a 1.º de fevereiro de 2031, e os deputados, de 2023 a 2027.
Na disputa para o cargo de governador, Elmano de Freitas, do Partido dos Trabalhadores (PT), obteve 2 808 300 votos, ou 54,02% dos válidos, sendo eleito ainda no primeiro turno para suceder Izolda Cela, ocupante desde abril daquele ano após a renúncia do titular eleito em 2014 e reeleito em 2018 Camilo Santana, também do PT, que candidatou-se a senador e recebeu a maior votação para a vaga na história, com 3 389 513 votos, ou 69,80% dos válidos, superando o recorde de Cid Gomes em 2018. Posteriormente Camilo assumiu, a convite do presidente da República eleito Luiz Inácio Lula da Silva, o ministério da Educação, e a cadeira de senador, até então ocupada por Tasso Jereissati, foi assumida pela 1.ª suplente Augusta Brito.

## Calendário eleitoral
A tabela a seguir apresenta um resumo do calendário eleitoral de 2022.
| 15 de maio                    | Início do financiamento coletivo dos pré-candidatos                              |
| 20 de julho a 5 de agosto     | Convenções partidárias para a escolha dos candidatos e das coligações            |
| 16 de agosto                  | Início das campanhas eleitorais                                                  |
| 26 de agosto a 29 de setembro | Propaganda eleitoral gratuita no rádio e na televisão relativa ao primeiro turno |
| 2 de outubro                  | Primeiro turno das eleições                                                      |
| até 19 de dezembro            | Diplomação dos eleitos pela Justiça Eleitoral                                    |

## Candidatos a governador
A tabela a seguir está organizada por ordem alfabética de candidatos de acordo com o nome registrado na Justiça Eleitoral.
| Governador(a)     | Governador(a) | Governador(a) | Cargo político anterior                 | Vice-governador(a)    | Vice-governador(a) | Vice-governador(a) | Coligação/federação                                                                                 | Número eleitoral | Tempo de horário eleitoral | Ref.   |
| Candidato         | Partido       | Partido       | Cargo político anterior                 | Candidato             | Partido            | Partido            | Coligação/federação                                                                                 | Número eleitoral | Tempo de horário eleitoral | Ref.   |
| ----------------- | ------------- | ------------- | --------------------------------------- | --------------------- | ------------------ | ------------------ | --------------------------------------------------------------------------------------------------- | ---------------- | -------------------------- | ------ |
| Capitão Wagner    |               | UNIÃO         | Deputado federal pelo Ceará (2019–2023) | Raimundo Matos        |                    | PL                 | União Pelo Ceará UNIÃO, Avante, PTB, Republicanos, PL, PODE e PROS                                  | 44               | 3 minutos e 51 segundos    | [ 9 ]  |
| Chico Malta       |               | PCB           | sem cargo político anterior             | Nauri Araújo          |                    | PCB                | sem coligação                                                                                       | 21               | sem tempo de rádio e TV    | [ 10 ] |
| Elmano de Freitas |               | PT            | Deputado estadual do Ceará (2015–2022)  | Jade Romero           |                    | MDB                | Ceará Cada Vez Mais Forte FE Brasil (PT, PCdoB e PV), PP, MDB, PRTB, Fed. PSOL REDE e Solidariedade | 13               | 3 minutos e 37 segundos    | [ 11 ] |
| Roberto Cláudio   |               | PDT           | Prefeito de Fortaleza (2013–2021)       | Domingos Filho        |                    | PSD                | Do Povo, Pelo Povo e Para o Povo PDT, PSD, PSB, PMN, Patriota, Agir, PMB, PSC e DC                  | 12               | 2 minutos e 31 segundos    | [ 12 ] |
| Serley Leal       |               | UP            | sem cargo político anterior             | Francisco Bita Tapeba |                    | UP                 | sem coligação                                                                                       | 80               | sem tempo de rádio e TV    | [ 13 ] |
| Zé Batista        |               | PSTU          | sem cargo político anterior             | Reginaldo             |                    | PSTU               | sem coligação                                                                                       | 16               | sem tempo de rádio e TV    | [ 14 ] |

## Candidatos a senador
A tabela a seguir está organizada por ordem alfabética de candidatos de acordo com o nome registrado na Justiça Eleitoral.
| Senador(a)     | Senador(a)     | Senador(a) | Cargo político anterior                | Suplentes     | Suplentes | Suplentes    | Coligação/federação                                                                                 | Número eleitoral | Tempo de horário eleitoral | Ref.   |
| Candidato      | Partido        | Partido    | Cargo político anterior                | Candidato     | Partido   | Partido      | Coligação/federação                                                                                 | Número eleitoral | Tempo de horário eleitoral | Ref.   |
| -------------- | -------------- | ---------- | -------------------------------------- | ------------- | --------- | ------------ | --------------------------------------------------------------------------------------------------- | ---------------- | -------------------------- | ------ |
| Camilo Santana |                | PT         | Governador do Ceará (2015–2022)        | Augusta Brito |           | PT           | Ceará Cada Vez Mais Forte FE Brasil (PT, PCdoB e PV), PP, MDB, PRTB, Fed. PSOL REDE e Solidariedade | 131              | 1 minuto e 48 segundos     | [ 16 ] |
| Camilo Santana | Janaína Farias | PT         | Governador do Ceará (2015–2022)        |               |           | PT           | Ceará Cada Vez Mais Forte FE Brasil (PT, PCdoB e PV), PP, MDB, PRTB, Fed. PSOL REDE e Solidariedade | 131              | 1 minuto e 48 segundos     | [ 16 ] |
| Érika Amorim   |                | PSD        | Deputada estadual do Ceará (2019–2023) | Mônica Aguiar |           | PDT          | Do Povo, Pelo Povo e Para o Povo PDT, PSD, PSB, PMN, Patriota, Agir, PMB, PSC e DC                  | 555              | 1 minuto e 15 segundos     | [ 17 ] |
| Érika Amorim   | Diana Carvalho | PSD        | Deputada estadual do Ceará (2019–2023) |               |           | PDT          | Do Povo, Pelo Povo e Para o Povo PDT, PSD, PSB, PMN, Patriota, Agir, PMB, PSC e DC                  | 555              | 1 minuto e 15 segundos     | [ 17 ] |
| Kamila Cardoso |                | Avante     | sem cargo político anterior            | Gelson Ferraz |           | Republicanos | União Pelo Ceará UNIÃO, Avante, PTB, Republicanos, PL, PODE e PROS                                  | 700              | 1 minuto e 55 segundos     | [ 18 ] |
| Kamila Cardoso | Pastor Paixão  | Avante     | sem cargo político anterior            |               | PTB       |              | União Pelo Ceará UNIÃO, Avante, PTB, Republicanos, PL, PODE e PROS                                  | 700              | 1 minuto e 55 segundos     | [ 18 ] |

### Indeferido
| Senador(a)   | Senador(a)     | Senador(a) | Cargo político anterior     | Suplentes | Suplentes | Suplentes | Coligação/federação | Número eleitoral | Tempo de horário eleitoral |
| Candidato    | Partido        | Partido    | Cargo político anterior     | Candidato | Partido   | Partido   | Coligação/federação | Número eleitoral | Tempo de horário eleitoral |
| ------------ | -------------- | ---------- | --------------------------- | --------- | --------- | --------- | ------------------- | ---------------- | -------------------------- |
| Carlos Silva |                | PSTU       | sem cargo político anterior | Félix     |           | PSTU      | sem coligação       | 160              | sem tempo de rádio e TV    |
| Carlos Silva | Maria do Carmo | PSTU       | sem cargo político anterior |           |           | PSTU      | sem coligação       | 160              | sem tempo de rádio e TV    |

A candidatura de Carlos Silva foi indeferida por ele não ter prestado contas à Justiça Eleitoral sobre os gastos na campanha à prefeitura do município cearense de Iguatu em 2020, o que o impediu de obter quitação eleitoral. Um recurso foi movido contra a decisão e a candidatura continuou registrada para votos nas urnas que, no entanto, foram contabilizados como nulos.

### Desistências
| Senador(a)      | Senador(a) | Senador(a) | Cargo político anterior     | Suplentes  | Suplentes | Suplentes | Coligação/federação                                                                                     | Número eleitoral |
| Candidato       | Partido    | Partido    | Cargo político anterior     | Candidato  | Partido   | Partido   | Coligação/federação                                                                                     | Número eleitoral |
| --------------- | ---------- | ---------- | --------------------------- | ---------- | --------- | --------- | --- | ---------------- |
| Amarílio Macêdo |            | PSDB       | sem cargo político anterior | Dr. Cabeto |           | PSDB      | Do Povo, Pelo Povo e Para o Povo PDT, PSD, Fed. PSDB Cidadania, PSB, PMN, Patriota, Agir, PMB, PSC e DC | 456              |
| Amarílio Macêdo | Regis      | PSDB       | sem cargo político anterior |            | Cidadania |           | Do Povo, Pelo Povo e Para o Povo PDT, PSD, Fed. PSDB Cidadania, PSB, PMN, Patriota, Agir, PMB, PSC e DC | 456              |

Inicialmente o diretório no Ceará da Federação PSDB Cidadania, sob o comando de Chiquinho Feitosa, suplente do senador pelo estado Tasso Jereissati, realizou uma convenção que definiu a neutralidade nas eleições ao governo estadual e ao Senado. No entanto, o diretório nacional da federação, por influência de Jereissati, que obteve o controle do estadual, interveio na decisão e apresentou o empresário Amarílio Macêdo como candidato a senador na coligação Do Povo, Pelo Povo e Para o Povo, do postulante a governador Roberto Cláudio (PDT), tendo como suplentes Dr. Cabeto, do PSDB, e Regis, do Cidadania. Após a federação no estado recorrer contra a anulação, o TSE suspendeu a resolução que aprovou o nome de Macêdo, restabelecendo a anterior, e devolveu o comando do diretório a Feitosa, implicando na exclusão da Federação PSDB Cidadania da coligação. Posteriormente Macêdo e Cabeto integraram-se à equipe de elaboração do plano de governo de Cláudio.
| Senador(a)           | Senador(a)     | Senador(a) | Cargo político anterior                  | Suplentes     | Suplentes | Suplentes | Coligação/federação                                                                | Número eleitoral |
| Candidato            | Partido        | Partido    | Cargo político anterior                  | Candidato     | Partido   | Partido   | Coligação/federação                                                                | Número eleitoral |
| -------------------- | -------------- | ---------- | ---------------------------------------- | ------------- | --------- | --------- | ---------------------------------------------------------------------------------- | ---------------- |
| Enfermeira Ana Paula |                | PDT        | Vereadora de Fortaleza (2021–atualmente) | Mônica Aguiar |           | PDT       | Do Povo, Pelo Povo e Para o Povo PDT, PSD, PSB, PMN, Patriota, Agir, PMB, PSC e DC | 123              |
| Enfermeira Ana Paula | Diana Carvalho | PDT        | Vereadora de Fortaleza (2021–atualmente) |               |           | PDT       | Do Povo, Pelo Povo e Para o Povo PDT, PSD, PSB, PMN, Patriota, Agir, PMB, PSC e DC | 123              |

Enfermeira Ana Paula, vereadora de Fortaleza, chegou a ter a candidatura ao Senado registrada pelo PDT com as suplentes Mônica Aguiar e Diana Carvalho para substituir a de Amarílio Macêdo caso este não pudesse representar a coligação Do Povo, Pelo Povo e Para o Povo, mas ela optou pela desistência para concorrer ao cargo de deputada federal, e Érika Amorim foi escolhida como postulante pela campanha de Roberto Cláudio.
| Senador(a)  | Senador(a)     | Senador(a) | Cargo político anterior     | Suplentes            | Suplentes | Suplentes | Coligação/federação | Número eleitoral |
| Candidato   | Partido        | Partido    | Cargo político anterior     | Candidato            | Partido   | Partido   | Coligação/federação | Número eleitoral |
| ----------- | -------------- | ---------- | --------------------------- | -------------------- | --------- | --------- | ------------------- | ---------------- |
| Paulo Anacé |                | PSOL       | sem cargo político anterior | Prof Walter Rebouças |           | PSOL      | Federação PSOL REDE | 500              |
| Paulo Anacé | Prof Analberto | PSOL       | sem cargo político anterior |                      |           | PSOL      | Federação PSOL REDE | 500              |

Paulo Anacé, líder indígena Anacé, chegou a ter a candidatura ao Senado oficializada, mas renunciou em razão da decisão da Federação PSOL REDE de apoiar a candidatura de Camilo Santana, passando a concorrer como deputado federal pelo Ceará.

## Plano de mídia
A audiência pública do plano de mídia da eleição estadual para a transmissão do horário eleitoral, de 26 de agosto a 29 de setembro de 2022, ocorreu em 18 de agosto na sede da Justiça Federal em Fortaleza. Após votação em que estiveram presentes representantes dos partidos e federações partidárias e de emissoras de rádio e televisão, decidiu-se pela divisão para a TV Cidade, a TV Verdes Mares e a TV Jangadeiro na geração das propagandas na televisão, respectivamente, e pela Rádio Beach Park gerá-las no rádio em todo o período eleitoral. Também na audiência, foram definidos os tempos e a ordem de exibição das propagandas dos candidatos. A cláusula de barreira aprovada em 2017 excluiu os postulantes do PCB, do PSTU e da UP por seus partidos não possuírem a quantidade mínima de representantes na Câmara para terem direito a propaganda eleitoral.

## Debates com os candidatos a governador
Durante a campanha eleitoral, grupos de comunicação do Ceará realizaram debates com candidatos a governador, em que compareceram os postulantes convidados mediante filiação a partidos com representação no Congresso Nacional e a estarem liderando as pesquisas eleitorais, sendo estes Capitão Wagner, Elmano de Freitas e Roberto Cláudio.
| Datas          | Organização                                                | Mediação                            | Ref.   |
| -------------- | ---------------------------------------------------------- | ----------------------------------- | ------ |
| 29 de agosto   | TV Cidade, Jovem Pan News Fortaleza e Gcmais               | Alexandre Medeiros e Bianca Saraiva | [ 30 ] |
| 6 de setembro  | TV Otimista                                                | Paulo César Norões                  | [ 31 ] |
| 12 de setembro | O Povo, Rádio O Povo CBN, CBN Cariri e Canal FDR           | Maisa Vasconcelos e Marcos Tardin   | [ 32 ] |
| 16 de setembro | TV Diário, Rádio Verdes Mares e Diário do Nordeste         | Inácio Aguiar                       | [ 33 ] |
| 26 de setembro | TV Cidade, Jovem Pan News Fortaleza e Gcmais               | Alexandre Medeiros e Bianca Saraiva | [ 34 ] |
| 27 de setembro | TV Verdes Mares e G1 Ceará                                 | Tais Lopes                          | [ 35 ] |
| 29 de setembro | TV Jangadeiro, Jangadeiro BandNews FM e Rede Jangadeiro FM | Karla Moura                         | [ 36 ] |

## Pesquisas

### Para governador
| Período                               | Instituto                       | Amostragem | Elmano (PT)                 | Wagner (UNIÃO)     | Cláudio (PDT) | Malta (PCB) | Leal (UP) | Batista (PSTU) | B/N   | NS/NR | Vantagem |    |    |    |    |    |    |
| ------------------------------------- | ------------------------------- | ---------- | --------------------------- | ------------------ | ------------- | ----------- | --------- | -------------- | ----- | ----- | -------- | -- | -- | -- | -- | -- | -- |
| Período                               | Instituto                       | Amostragem | 29 de setembro–1 de outubro | IPEC CE-09689/2022 | 1 200         | 40%         | 33%       | 17%            | B/N   | NS/NR | Vantagem | 0% | 0% | 0% | 4% | 5% | 7% |
| 26–30 de setembro                     | AtlasIntel CE-01501/2022        | 1 600      | 46,7%                       | 31,5%              | 18,3%         | 0%          | 0,1%      | 0%             | 0,7%  | 2,7%  | 15,2%    |    |    |    |    |    |    |
| 28–30 de setembro                     | IPESPE CE-07388/2022            | 1 000      | 33%                         | 31%                | 20%           | 0%          | 0%        | 1%             | 7%    | 8%    | 2%       |    |    |    |    |    |    |
| 28–29 de setembro                     | RealTime Big Data CE-03955/2022 | 1 000      | 39%                         | 32%                | 18%           | 0%          | 0%        | 0%             | 4%    | 7%    | 7%       |    |    |    |    |    |    |
| 23–29 de setembro                     | Invox Brasil CE-04129/2022      | 1 600      | 29%                         | 28%                | 27%           | 1%          | 0%        | 0%             | 7%    | 8%    | 1%       |    |    |    |    |    |    |
| 24–28 de setembro                     | AtlasIntel CE-07698/2022        | 1 600      | 43,6%                       | 32,4%              | 20,1%         | 0,4%        | 0%        | 0%             | 0,9%  | 2,5%  | 11,2%    |    |    |    |    |    |    |
| 23–27 de setembro                     | Paraná Pesquisas CE-05327/2022  | 1 540      | 33,3%                       | 33,1%              | 18,8%         | 0,8%        | 0,3%      | 0,3%           | 6,8%  | 6,6%  | 0,2%     |    |    |    |    |    |    |
| 17–22 de setembro                     | AtlasIntel CE-04989/2022        | 1 600      | 33,5%                       | 38,7%              | 17,6%         | 0%          | 0,3%      | 0%             | 6,7%  | 3,3%  | 5,2%     |    |    |    |    |    |    |
| 21–22 de setembro                     | RealTime Big Data CE-09929/2022 | 1 000      | 31%                         | 31%                | 20%           | 1%          | 0%        | 1%             | 4%    | 12%   | empate   |    |    |    |    |    |    |
| 19–21 de setembro                     | IPEC CE-03914/2022              | 1 200      | 30%                         | 29%                | 22%           | 1%          | 0%        | 1%             | 9%    | 8%    | 1%       |    |    |    |    |    |    |
| 18–20 de setembro                     | IPESPE CE-04936/2022            | 1 000      | 28%                         | 37%                | 19%           | 1%          | 0%        | 0%             | 8%    | 8%    | 9%       |    |    |    |    |    |    |
| 9–11 de setembro                      | IPESPE CE-06344/2022            | 1 000      | 23%                         | 36%                | 22%           | 1%          | 0%        | 1%             | 10%   | 7%    | 13%      |    |    |    |    |    |    |
| 8–12 de setembro                      | Paraná Pesquisas CE-04394/2022  | 1 540      | 23,3%                       | 36,8%              | 24,4%         | 0,4%        | 0,1%      | 1,3%           | 7,5%  | 6,2%  | 12,4%    |    |    |    |    |    |    |
| 10–12 de setembro                     | RealTime Big Data CE-07864/2022 | 1 000      | 26%                         | 36%                | 22%           | 0%          | 0%        | 0%             | 4%    | 12%   | 10%      |    |    |    |    |    |    |
| 6–12 de setembro                      | Invox Brasil CE-09464/2022      | 1 604      | 21%                         | 34%                | 26%           | 0%          | 0%        | 1%             | 8%    | 10%   | 8%       |    |    |    |    |    |    |
| 6–8 de setembro                       | IPEC CE-08984/2022              | 1 200      | 22%                         | 35%                | 21%           | 1%          | 0%        | 1%             | 9%    | 12%   | 13%      |    |    |    |    |    |    |
| 31 de agosto–4 de setembro            | Paraná Pesquisas CE-04136/2022  | 1 540      | 20,9%                       | 37,5%              | 24,3%         | 0,6%        | 0,2%      | 1,5%           | 7,9%  | 7,1%  | 13,2%    |    |    |    |    |    |    |
| 29–31 de agosto                       | IPEC CE-08708/2022              | 1 200      | 19%                         | 32%                | 28%           | 0%          | 0%        | 1%             | 10%   | 10%   | 4%       |    |    |    |    |    |    |
| 23–26 de agosto                       | AtlasIntel CE-08066/2022        | 1 600      | 27,1%                       | 40,5%              | 18,9%         | 0,1%        | 0,1%      | 0,4%           | 7,4%  | 5,5%  | 13,4%    |    |    |    |    |    |    |
| 24–28 de agosto                       | Invox Brasil CE-06454/2022      | 1 601      | 16%                         | 37%                | 26%           | 1%          | 0%        | 1%             | 9%    | 8%    | 11%      |    |    |    |    |    |    |
| 20–23 de agosto                       | IPESPE CE-07968/2022            | 1 000      | 20%                         | 37%                | 25%           | 1%          | 0%        | 1%             | 10%   | 7%    | 12%      |    |    |    |    |    |    |
| 19–20 de agosto                       | RealTime Big Data CE-00164/2022 | 1 000      | 24%                         | 38%                | 25%           | –1          | –1        | 1%             | 7%    | 5%    | 13%      |    |    |    |    |    |    |
| 8–12 de agosto                        | Paraná Pesquisas CE-05755/2022  | 1 540      | 17,7%                       | 40,1%              | 22,3%         | 0,5%        | 0,3%      | 0,1%           | 10,6% | 8,3%  | 17,8%    |    |    |    |    |    |    |
| ↑1 - O candidato pontuou abaixo de 1% |                                 |            |                             |                    |               |             |           |                |       |       |          |    |    |    |    |    |    |

2022
| 3 de agosto de 2022         | Adelita Monteiro (PSOL) retirou sua candidatura para apoiar Elmano de Freitas (PT)                                  | Adelita Monteiro (PSOL) retirou sua candidatura para apoiar Elmano de Freitas (PT)                                  | Adelita Monteiro (PSOL) retirou sua candidatura para apoiar Elmano de Freitas (PT)                                  | Adelita Monteiro (PSOL) retirou sua candidatura para apoiar Elmano de Freitas (PT)                                  | Adelita Monteiro (PSOL) retirou sua candidatura para apoiar Elmano de Freitas (PT)                                  | Adelita Monteiro (PSOL) retirou sua candidatura para apoiar Elmano de Freitas (PT)                                  | Adelita Monteiro (PSOL) retirou sua candidatura para apoiar Elmano de Freitas (PT)                                  | Adelita Monteiro (PSOL) retirou sua candidatura para apoiar Elmano de Freitas (PT)                                  | Adelita Monteiro (PSOL) retirou sua candidatura para apoiar Elmano de Freitas (PT)                                  | Adelita Monteiro (PSOL) retirou sua candidatura para apoiar Elmano de Freitas (PT)                                  |
| Institutos de opinião       | Datas de realização                                                                                                 | Entrevistados | Wagner UNIÃO | Cláudio PDT | Elmano PT | Adelita PSOL | Batista PSTU | Outros | Abstenções/ indecisos                                                                                               | Vantagem |
| Institutos de opinião       | Datas de realização                                                                                                 | Entrevistados | | | | | | Outros | Abstenções/ indecisos                                                                                               | Vantagem |
| RecordTV/Real Time Big Data | 2–3 de agosto de 2022                                                                                               | 1.500 | 35% | 26% | 20% | 1% | 0% | 0% | 17% | 9% |
| RecordTV/Real Time Big Data | 2–3 de agosto de 2022                                                                                               | 1.500 | 35% | 26% | 21% | – | – | – | 18% | 9% |
| O Povo/Ipespe               | 30 de julho–2 de agosto de 2022                                                                                     | 1.000 | 38% | 28% | 13% | 1% | 1% | 0% | 19% | 10% |
| 18 de julho de 2022         | Roberto Cláudio venceu Izolda Cela em disputa interna e foi escolhido como candidato a governador pelo PDT no Ceará | Roberto Cláudio venceu Izolda Cela em disputa interna e foi escolhido como candidato a governador pelo PDT no Ceará | Roberto Cláudio venceu Izolda Cela em disputa interna e foi escolhido como candidato a governador pelo PDT no Ceará | Roberto Cláudio venceu Izolda Cela em disputa interna e foi escolhido como candidato a governador pelo PDT no Ceará | Roberto Cláudio venceu Izolda Cela em disputa interna e foi escolhido como candidato a governador pelo PDT no Ceará | Roberto Cláudio venceu Izolda Cela em disputa interna e foi escolhido como candidato a governador pelo PDT no Ceará | Roberto Cláudio venceu Izolda Cela em disputa interna e foi escolhido como candidato a governador pelo PDT no Ceará | Roberto Cláudio venceu Izolda Cela em disputa interna e foi escolhido como candidato a governador pelo PDT no Ceará | Roberto Cláudio venceu Izolda Cela em disputa interna e foi escolhido como candidato a governador pelo PDT no Ceará | Roberto Cláudio venceu Izolda Cela em disputa interna e foi escolhido como candidato a governador pelo PDT no Ceará |
| Institutos de opinião       | Datas de realização                                                                                                 | Entrevistados | Wagner UNIÃO | Cláudio PDT | Mauro PDT | Izolda PDT | Adelita PSOL | Outros | Abstenções/ indecisos                                                                                               | Vantagem |
| Institutos de opinião       | Datas de realização                                                                                                 | Entrevistados | | | | | | Outros | Abstenções/ indecisos                                                                                               | Vantagem |
| Paraná Pesquisas            | 11–15 de julho de 2022                                                                                              | 1.540 | 45,4% | – | – | 26,8% | 3% | 0,8% | 24,1% | 18,6% |
| Paraná Pesquisas            | 11–15 de julho de 2022                                                                                              | 1.540 | 44,5% | 29,2% | – | – | 3,5% | 0,8% | 22% | 15,3% |
| Vox Populi                  | 10–13 de julho de 2022                                                                                              | 1.304 | 39% | 37% | – | – | – | – | 24% | 2% |
| Vox Populi                  | 10–13 de julho de 2022                                                                                              | 1.304 | 48% | – | – | 28% | – | – | 24% | 20% |
| Vox Populi                  | 10–13 de julho de 2022                                                                                              | 1.304 | 30% | | | 52% | – | [ d ] | 18% | 22% |
| Quaest                      | 27 de junho–1 de julho de 2022                                                                                      | 1.500 | 44% | 40% | – | – | – | – | 15% | 4% |
| Quaest                      | 27 de junho–1 de julho de 2022                                                                                      | 1.500 | 52% | – | – | 30% | – | – | 18% | 22% |
| Quaest                      | 27 de junho–1 de julho de 2022                                                                                      | 1.500 | 55% | – | 23% | – | – | – | 22% | 32% |
| Quaest                      | 27 de junho–1 de julho de 2022                                                                                      | 1.500 | 59% | – | – | – | – | 17% | 24% | 42% |
| Real Time Big Data          | 18–20 de junho de 2022                                                                                              | 1.500 | 40% | 35% | – | – | 2% | [ f ] | 23% | 5% |
| Real Time Big Data          | 18–20 de junho de 2022                                                                                              | 1.500 | 44% | – | – | 29% | 2% | [ f ] | 25% | 15% |
| Real Time Big Data          | 18–20 de junho de 2022                                                                                              | 1.500 | 49% | – | – | – | 3% | 11% | 37% | 38% |
| Real Time Big Data          | 18–20 de junho de 2022                                                                                              | 1.500 | 45% | – | 19% | – | 3% | [ f ] | 33% | 26% |
| Instituto Conectar          | 31 de maio–4 de junho de 2022                                                                                       | 1.500 | 29% | 23% | – | – | 2% | 34% | 12% | 5% |
| Instituto Conectar          | 31 de maio–4 de junho de 2022                                                                                       | 1.500 | 30% | – | – | 15% | 2% | 40% | 13% | 10% |
| Paraná Pesquisas            | 1–6 de maio de 2022                                                                                                 | 1.540 | 46,5% | – | – | 24,2% | 3,2% | – | 26,1% | 22,3% |
| Paraná Pesquisas            | 1–6 de maio de 2022                                                                                                 | 1.540 | 43,4% | 29,8% | – | – | 2,9% | – | 23,8% | 13,6% |
| Instituto Invox Brasil      | 22–25 de abril de 2022                                                                                              | 1.602 | 37% | 39% | – | – | 5% | – | 19% | 2% |
| Instituto Invox Brasil      | 22–25 de abril de 2022                                                                                              | 1.602 | 45% | – | 23% | – | 8% | – | 24% | 22% |
| Instituto Invox Brasil      | 22–25 de abril de 2022                                                                                              | 1.602 | 48% | – | – | 23% | 10% | – | 19% | 25% |
| Instituto Invox Brasil      | 22–25 de abril de 2022                                                                                              | 1.602 | 51% | – | – | – | 12% | 13% | 24% | 38% |
| Institutos de opinião       | Datas de realização                                                                                                 | Entrevistados | Wagner UNIÃO | Cláudio PDT | Feitosa PSDB | Izolda PDT | Girão PODE | Outros | Abstenções/ indecisos                                                                                               | Vantagem |
| Institutos de opinião       | Datas de realização                                                                                                 | Entrevistados | | | | | | Outros | Abstenções/ indecisos                                                                                               | Vantagem |
| Real Time Big Data          | 21–22 de março de 2022                                                                                              | 1.000 | 27% | – | 34% | – | 8% | [ k ] | 31% | 7% |
| Real Time Big Data          | 21–22 de março de 2022                                                                                              | 1.000 | 25% | 42% | – | – | 7% | [ l ] | 26% | 17% |
| Real Time Big Data          | 21–22 de março de 2022                                                                                              | 1.000 | 27% | – | – | 33% | 8% | [ m ] | 32% | 6% |
| 22 de março de 2022         | Capitão Wagner deixou o PROS e filiou-se ao União Brasil                                                            | Capitão Wagner deixou o PROS e filiou-se ao União Brasil                                                            | Capitão Wagner deixou o PROS e filiou-se ao União Brasil                                                            | Capitão Wagner deixou o PROS e filiou-se ao União Brasil                                                            | Capitão Wagner deixou o PROS e filiou-se ao União Brasil                                                            | Capitão Wagner deixou o PROS e filiou-se ao União Brasil                                                            | Capitão Wagner deixou o PROS e filiou-se ao União Brasil                                                            | Capitão Wagner deixou o PROS e filiou-se ao União Brasil                                                            | Capitão Wagner deixou o PROS e filiou-se ao União Brasil                                                            | Capitão Wagner deixou o PROS e filiou-se ao União Brasil                                                            |

2021
| Institutos de opinião | Datas de realização             | Entrevistados | Wagner PROS | Cláudio PDT | Mauro PDT   | Airton PT | Lopes PSOL | Outros | Abstenções/ indecisos | Vantagem |
| Institutos de opinião | Datas de realização             | Entrevistados |             |             |             |           |            | Outros | Abstenções/ indecisos | Vantagem |
| Paraná Pesquisas      | 11–15 de setembro de 2021       | 1.540         | 44,9%       | –           | 13,1%       | 5,7%      | 4%         | –      | 32,4%                 | 31,8%    |
| Paraná Pesquisas      | 11–15 de setembro de 2021       | 1.540         | 45,9%       | –           | –           | 6,7%      | 4,1%       | 8%     | 35,3%                 | 37,9%    |
| Paraná Pesquisas      | 11–15 de setembro de 2021       | 1.540         | 42,6%       | 26,2%       | –           | 4,6%      | 2,6%       | –      | 24,1%                 | 16,4%    |
|                       |                                 |               |             |             |             |           |            |        |                       |          |
| Institutos de opinião | Datas de realização             | Entrevistados | Wagner PROS | Cid PDT     | Cláudio PDT | Lins PT   | Lopes PSOL | Outros | Abstenções/ indecisos | Vantagem |
| Institutos de opinião | Datas de realização             | Entrevistados |             |             |             |           |            | Outros | Abstenções/ indecisos | Vantagem |
| Instituto Ranking     | 29 de julho–2 de agosto de 2021 | 2.000         | 28,2%       | 30,1%       | 12%         | 5%        | –          | 9,6%   | 15,1%                 | 1,9%     |
| Instituto Ranking     | 29 de julho–2 de agosto de 2021 | 2.000         | 38,15%      | 41,5%       | –           | –         | –          | –      | 20,35%                | 3,35%    |
| Paraná Pesquisas      | 25–29 de junho de 2021          | 1.528         | 35,1%       | 38%         | –           | 10,2%     | 0,7%       | –      | 15,9%                 | 2,9%     |
| Paraná Pesquisas      | 25–29 de junho de 2021          | 1.528         | 39,1%       | –           | 24,1%       | 14,4%     | 1,8%       | –      | 20,7%                 | 15%      |
| Paraná Pesquisas      | 25–29 de junho de 2021          | 1.528         | 42,8%       | –           | –           | 20,9%     | 1,9%       | 8,6%   | 25,8%                 | 21,9%    |

### Para senador
| Período | Instituto                        | Amostragem | Camilo (PT)                 | Kamila (Avante)    | Érika (PSD) | Carlos (PSTU) | B/N   | NS/NR | Vantagem |     |    |    |    |    |     |
| --- | -------------------------------- | ---------- | --------------------------- | ------------------ | ----------- | ------------- | ----- | ----- | -------- | --- | -- | -- | -- | -- | --- |
| Período | Instituto                        | Amostragem | 29 de setembro–1 de outubro | IPEC CE-09689/2022 | 1 200       | 66%           | B/N   | NS/NR | Vantagem | 17% | 3% | 1% | 6% | 7% | 49% |
| 26–30 de setembro                                                                                          | AtlasIntel CE-01501/2022         | 1 600      | 68,4%                       | 21,2%              | 1,7%        | 0,1%          | 4,7%  | 3,9%  | 47,2%    |     |    |    |    |    |     |
| 28–30 de setembro                                                                                          | IPESPE CE-07388/2022             | 1 000      | 65%                         | 16%                | 5%          | 0%            | 8%    | 5%    | 49%      |     |    |    |    |    |     |
| 28–29 de setembro                                                                                          | RealTime Big Data CE-03955/2022  | 1 000      | 64%                         | 15%                | 5%          | 0%            | 9%    | 7%    | 49%      |     |    |    |    |    |     |
| 24–28 de setembro                                                                                          | AtlasIntel CE-07698/2022         | 1 600      | 65,9%                       | 23,3%              | –1          | 1,7%          | 4,4%  | 4,7%  | 42,6%    |     |    |    |    |    |     |
| 23–27 de setembro                                                                                          | Paraná Pesquisas CE-05327/2022   | 1 540      | 62,5%                       | 14,5%              | 4,3%        | 0,7%          | 9,3%  | 8,7%  | 48%      |     |    |    |    |    |     |
| 17–22 de setembro                                                                                          | AtlasIntel CE-04989/2022         | 1 600      | 64,1%                       | 11,9%              | –1          | 0,1%          | 13%   | 11%   | 48%      |     |    |    |    |    |     |
| 21–22 de setembro                                                                                          | RealTime Big Data CE-09929/2022  | 1 000      | 61%                         | 13%                | 3%          | 0%            | 11%   | 12%   | 48%      |     |    |    |    |    |     |
| 19–21 de setembro                                                                                          | IPEC CE-03914/2022               | 1 200      | 66%                         | 13%                | 3%          | 1%            | 9%    | 8%    | 53%      |     |    |    |    |    |     |
| 18–20 de setembro                                                                                          | IPESPE CE-04936/2022             | 1 000      | 64%                         | 17%                | 3%          | 1%            | 5%    | 10%   | 47%      |     |    |    |    |    |     |
| 9–11 de setembro                                                                                           | IPESPE CE-06344/2022             | 1 000      | 68%                         | 10%                | 4%          | 1%            | 12%   | 5%    | 58%      |     |    |    |    |    |     |
| 8–12 de setembro                                                                                           | Paraná Pesquisas CE-04394/2022   | 1 540      | 64,4%                       | 9,5%               | 3,6%        | 1%            | 10,9% | 10,6% | 54,9%    |     |    |    |    |    |     |
| 10–12 de setembro                                                                                          | RealTime Big Data CE-07864/2022  | 1 000      | 60%                         | 13%                | 4%          | 0%            | 11%   | 12%   | 47%      |     |    |    |    |    |     |
| 6–8 de setembro                                                                                            | IPEC CE-08984/2022               | 1 200      | 66%                         | 10%                | 4%          | 1%            | 9%    | 11%   | 56%      |     |    |    |    |    |     |
| 31 de agosto–4 de setembro                                                                                 | Paraná Pesquisas CE-04136/2022   | 1 540      | 65,2%                       | 8,4%               | 3,4%        | 1,2%          | 11,4% | 10,5% | 56,8%    |     |    |    |    |    |     |
| 29–31 de agosto                                                                                            | IPEC CE-08708/2022               | 1 200      | 71%                         | 6%                 | 3%          | 2%            | 10%   | 8%    | 65%      |     |    |    |    |    |     |
| 24–28 de agosto                                                                                            | Invox Brasil CE-06454/2022       | 1 601      | 70%                         | 5%                 | 5%          | 3%            | 11%   | 6%    | 65%      |     |    |    |    |    |     |
| 20–23 de agosto                                                                                            | IPESPE2 CE-07968/2022            | 1 000      | 65%                         | 4%                 | –3          | 0%            | 13%   | 12%   | 61%      |     |    |    |    |    |     |
| 19–20 de agosto                                                                                            | RealTime Big Data4 CE-00164/2022 | 1 000      | 67%                         | 4%                 | –3          | 0%            | 13%   | 12%   | 63%      |     |    |    |    |    |     |
| 8–12 de agosto                                                                                             | Paraná Pesquisas5 CE-05755/2022  | 1 540      | 62,4%                       | 3,1%               | –3          | 0,8%          | 18,6% | 12,8% | 59,3%    |     |    |    |    |    |     |
| ↑1 - A candidata não foi citada na pesquisa                                                                |                                  |            |                             |                    |             |               |       |       |          |     |    |    |    |    |     |
| ↑2 - A pesquisa também incluiu Enfermeira Ana Paula (PDT), que obteve 4%, e Amarílio Macêdo (PSDB), com 2% |                                  |            |                             |                    |             |               |       |       |          |     |    |    |    |    |     |
| ↑3 - Candidatura então não confirmada                                                                      |                                  |            |                             |                    |             |               |       |       |          |     |    |    |    |    |     |
| ↑4 - A pesquisa também incluiu Enfermeira Ana Paula (PDT), que obteve 2%, e Amarílio Macêdo (PSDB), com 2% |                                  |            |                             |                    |             |               |       |       |          |     |    |    |    |    |     |
| ↑5 - A pesquisa também incluiu Amarílio Macêdo (PSDB), que obteve 2,2%, e Paulo Anacé (PSOL), com 0,1%     |                                  |            |                             |                    |             |               |       |       |          |     |    |    |    |    |     |

2022
| Institutos de opinião | Datas de realização                                                           | Entrevistados                                                                 | Camilo PT                                                                     | Paixão PTB                                                                    | Mendes Avante                                                                 | Carlos PSTU                                                                   | Bardawil PL                                                                   | Outros                                                                        | Abstenções/ indecisos                                                         | Vantagem                                                                      |
| Institutos de opinião | Datas de realização                                                           | Entrevistados                                                                 |                                                                               |                                                                               |                                                                               |                                                                               |                                                                               | Outros                                                                        | Abstenções/ indecisos                                                         | Vantagem                                                                      |
| Paraná Pesquisas      | 11–15 de julho de 2022                                                        | 1.540                                                                         | 65,3%                                                                         | 3,3%                                                                          | 2,7%                                                                          | 2,3%                                                                          | 1,2%                                                                          | –                                                                             | 25,2%                                                                         | 62%                                                                           |
| Vox Populi            | 10–13 de julho de 2022                                                        | 1.304                                                                         | 68%                                                                           | 4%                                                                            | 1%                                                                            | –                                                                             | 3%                                                                            | –                                                                             | 23%                                                                           | 64%                                                                           |
| 1 de julho de 2022    | O PSTU no Ceará lançou pré-candidatos ao governo estadual e ao Senado Federal | O PSTU no Ceará lançou pré-candidatos ao governo estadual e ao Senado Federal | O PSTU no Ceará lançou pré-candidatos ao governo estadual e ao Senado Federal | O PSTU no Ceará lançou pré-candidatos ao governo estadual e ao Senado Federal | O PSTU no Ceará lançou pré-candidatos ao governo estadual e ao Senado Federal | O PSTU no Ceará lançou pré-candidatos ao governo estadual e ao Senado Federal | O PSTU no Ceará lançou pré-candidatos ao governo estadual e ao Senado Federal | O PSTU no Ceará lançou pré-candidatos ao governo estadual e ao Senado Federal | O PSTU no Ceará lançou pré-candidatos ao governo estadual e ao Senado Federal | O PSTU no Ceará lançou pré-candidatos ao governo estadual e ao Senado Federal |
| Institutos de opinião | Datas de realização                                                           | Entrevistados                                                                 | Camilo PT                                                                     | Paixão PTB                                                                    | Mendes Avante                                                                 | Matos PL                                                                      | Bardawil PL                                                                   | Outros                                                                        | Abstenções/ indecisos                                                         | Vantagem                                                                      |
| Institutos de opinião | Datas de realização                                                           | Entrevistados                                                                 |                                                                               |                                                                               |                                                                               |                                                                               |                                                                               | Outros                                                                        | Abstenções/ indecisos                                                         | Vantagem                                                                      |
| Real Time Big Data    | 18–20 de junho de 2022                                                        | 1.500                                                                         | 67%                                                                           | 3%                                                                            | 3%                                                                            | –                                                                             | 1%                                                                            | –                                                                             | 26%                                                                           | 64%                                                                           |
| Real Time Big Data    | 18–20 de junho de 2022                                                        | 1.500                                                                         | 66%                                                                           | 2%                                                                            | 2%                                                                            | 6%                                                                            | –                                                                             | –                                                                             | 24%                                                                           | 60%                                                                           |
| Paraná Pesquisas      | 1–6 de maio de 2022                                                           | 1.540                                                                         | 66,8%                                                                         | 2,7%                                                                          | 3%                                                                            | –                                                                             | 0,5%                                                                          | –                                                                             | 27%                                                                           | 63,8%                                                                         |
| Paraná Pesquisas      | 1–6 de maio de 2022                                                           | 1.540                                                                         | 66,2%                                                                         | 2,5%                                                                          | 2,7%                                                                          | 2,8%                                                                          | –                                                                             | –                                                                             | 25,9%                                                                         | 63,4%                                                                         |

2021
| Institutos de opinião | Datas de realização             | Entrevistados | Camilo PT | Tasso PSDB | Domingos PSD | Anna PSOL | Arruda sem partido | Outros | Abstenções/ indecisos | Vantagem |
| Institutos de opinião | Datas de realização             | Entrevistados |           |            |              |           |                    | Outros | Abstenções/ indecisos | Vantagem |
| Paraná Pesquisas      | 11–15 de setembro de 2021       | 1.540         | 54%       | 17,7%      | 3,3%         | 1%        | –                  | 6,5%   | 17,5%                 | 36,3%    |
| Instituto Ranking     | 29 de julho–2 de agosto de 2021 | 2.000         | 42%       | 26,15%     | 4,05%        | 3%        | 4,2%               | –      | 20,6%                 | 15,85%   |
| Paraná Pesquisas      | 25–29 de junho de 2021          | 1.528         | 53,7%     | 22,5%      | 4,2%         | 1,8%      | –                  | –      | 17,8%                 | 31,2%    |
| Paraná Pesquisas      | 25–29 de junho de 2021          | 1.528         | 53,9%     | 23,1%      | –            | 2%        | 3,7%               | –      | 17,3%                 | 30,8%    |

## Resultados

### Governador
| Candidato                | Candidato                | Vice                       | Turno único 2 de outubro | Turno único 2 de outubro |
| Candidato                | Candidato                | Vice                       | Total                    | Percentagem              |
| ------------------------ | ------------------------ | -------------------------- | ------------------------ | ------------------------ |
|                          | Elmano de Freitas (PT)   | Jade Romero (MDB)          | 2 808 300                | 54,02%                   |
|                          | Capitão Wagner (UNIÃO)   | Raimundo Matos (PL)        | 1 649 213                | 31,72%                   |
|                          | Roberto Cláudio (PDT)    | Domingos Filho (PSD)       | 734 976                  | 14,14%                   |
|                          | Chico Malta (PCB)        | Nauri Araújo (PCB)         | 3 015                    | 0,06%                    |
|                          | Serley Leal (UP)         | Francisco Bita Tapeba (UP) | 1 881                    | 0,04%                    |
|                          | Zé Batista (PSTU)        | Reginaldo (PSTU)           | 1 507                    | 0,03%                    |
| → Total de votos válidos | → Total de votos válidos | → Total de votos válidos   | 5 198 892                | 92,45%                   |
| → Votos nulos            | → Votos nulos            | → Votos nulos              | 249 099                  | 4,43%                    |
| → Votos em branco        | → Votos em branco        | → Votos em branco          | 175 459                  | 3,12%                    |
| Total                    | Total                    | Total                      | 5 623 450                | 82,54%                   |
| Abstenções               | Abstenções               | Abstenções                 | 1 189 543                | 17,46%                   |
| Eleitorado apto          | Eleitorado apto          | Eleitorado apto            | 6 812 993                | 6 812 993                |

Gráfico em barra
| Partido | Partido | Candidato | Votos     | Votos (%) |
| ------- | ------- | --------- | --------- | --------- |
|         | PT      | Elmano    | 2 808 300 | 54,02%    |
|         | UNIÃO   | Wagner    | 1 649 213 | 31,72%    |
|         | PDT     | Cláudio   | 734 976   | 14,14%    |
|         | PCB     | Malta     | 3 015     | 0,06%     |
|         | UP      | Leal      | 1 881     | 0,04%     |
|         | PSTU    | Batista   | 1 507     | 0,03%     |
| Totais  | Totais  | Totais    | 5 198 892 |           |
| Fonte:  |         |           |           |           |

### Senador
| Candidato                | Candidato                | Turno único 2 de outubro | Turno único 2 de outubro |
| Candidato                | Candidato                | Total                    | Percentagem              |
| ------------------------ | ------------------------ | ------------------------ | ------------------------ |
|                          | Camilo Santana (PT)      | 3 389 513                | 69,80%                   |
|                          | Kamila Cardoso (Avante)  | 1 273 272                | 26,22%                   |
|                          | Érika Amorim (PSD)       | 193 243                  | 3,98%                    |
|                          | Carlos Silva (PSTU)      | 0                        | 0%                       |
| → Total de votos válidos | → Total de votos válidos | 4 856 028                | 86,35%                   |
| → Votos nulos            | → Votos nulos            | 454 152                  | 8,08%                    |
| → Votos em branco        | → Votos em branco        | 313 270                  | 5,57%                    |
| Total                    | Total                    | 5 623 450                | 82,54%                   |
| Abstenções               | Abstenções               | 1 189 543                | 17,46%                   |
| Eleitorado apto          | Eleitorado apto          | 6 812 993                | 6 812 993                |

Gráfico em barra
| Partido | Partido | Candidato | Votos     | Votos (%) |
| ------- | ------- | --------- | --------- | --------- |
|         | PT      | Camilo    | 3 389 513 | 69,8%     |
|         | Avante  | Kamila    | 1 273 272 | 26,22%    |
|         | PSD     | Érika     | 193 243   | 3,98%     |
|         | PSTU    | Carlos    | 0         | 0%        |
| Totais  | Totais  | Totais    | 4 856 028 |           |
| Fonte:  |         |           |           |           |

### Deputados federais
| Candidato(a) | Candidato(a)      | Partido        | Votos   | Critério de eleição  |
| ------------ | ----------------- | -------------- | ------- | -------------------- |
|              | André Fernandes   | PL             | 229 509 | quociente partidário |
|              | Júnior Mano       | PL             | 216 531 | quociente partidário |
|              | Célio Studart     | PSD            | 205 106 | quociente partidário |
|              | Eunício           | MDB            | 188 289 | quociente partidário |
|              | Idilvan           | PDT            | 187 433 | quociente partidário |
|              | Guimarães do PT   | PT (FE Brasil) | 186 136 | quociente partidário |
|              | Luizianne Lins    | PT (FE Brasil) | 182 232 | quociente partidário |
|              | Domingos Neto     | PSD            | 175 074 | quociente partidário |
|              | AJ Albuquerque    | PP             | 155 456 | média                |
|              | Robério Monteiro  | PDT            | 151 030 | quociente partidário |
|              | Matheus Noronha   | PL             | 150 823 | quociente partidário |
|              | Mauro Filho       | PDT            | 135 038 | quociente partidário |
|              | Fernanda Pessoa   | UNIÃO          | 121 469 | quociente partidário |
|              | Moses Rodrigues   | UNIÃO          | 113 294 | quociente partidário |
|              | André Figueiredo  | PDT            | 111 886 | quociente partidário |
|              | Eduardo Bismarck  | PDT            | 102 287 | média                |
|              | Luiz Gastão       | PSD            | 96 537  | média                |
|              | Yury do Paredão   | PL             | 90 425  | quociente partidário |
|              | Danilo Forte      | UNIÃO          | 88 470  | quociente partidário |
|              | José Airton       | PT (FE Brasil) | 82 274  | média                |
|              | Dr. Jaziel        | PL             | 79 358  | média                |
|              | Dayany do Capitão | UNIÃO          | 54 526  | média                |
| Fonte:       |                   |                |         |                      |

#### Resultados por Partido/Federação
| Partido/Federação                                            | Votos Nominais                     | Votos em Legenda                | Votação Total                      | Porcentagem | Vagas                | Vagas | Vagas |
| Partido/Federação                                            | Votos Nominais                     | Votos em Legenda                | Votação Total                      | Porcentagem | Quociente Partidário | Média | Total |
| ------------------------------------------------------------ | ---------------------------------- | ------------------------------- | ---------------------------------- | ----------- | -------------------- | ----- | ----- |
| FE BRASIL (PT/PCdoB/PV) - PT - PV - PCdoB                    | 549.375 - 496.927 - 4.265 - 48.183 | 69.917 - 65.530 - 1.403 - 2.984 | 619.292 - 562.457 - 5.668 - 51.167 | 12,12%      | 2                    | 1     | 3     |
| FEDERAÇÃO PSDB CIDADANIA (PSDB/CIDADANIA) - CIDADANIA - PSDB | 48.408 - 19.513 - 28.895           | 6.167 - 3.986 - 2.181           | 54.575 - 23.499 - 31.076           | 1,07%       | 0                    | 0     | 0     |
| FEDERAÇÃO PSOL REDE (PSOL/REDE) - REDE - PSOL                | 125.807 - 4.172 - 121.635          | 3.625 - 381 - 3.244             | 129.432 - 4.553 - 124.879          | 2,53%       | 0                    | 0     | 0     |
| REP                                                          | 176.939                            | 2.432                           | 179.371                            | 3,51%       | 0                    | 0     | 0     |
| PP                                                           | 216.275                            | 9.188                           | 225.463                            | 4,41%       | 0                    | 1     | 1     |
| PDT                                                          | 932.593                            | 42.814                          | 975.407                            | 19,09%      | 4                    | 1     | 5     |
| PTB                                                          | 5.296                              | 1.518                           | 6.814                              | 0,13%       | 0                    | 0     | 0     |
| MDB                                                          | 254.306                            | 5.239                           | 259.545                            | 5,08%       | 1                    | 0     | 1     |
| PSTU                                                         | 0                                  | 0                               | 0                                  | 0%          | 0                    | 0     | 0     |
| PODE                                                         | 5.171                              | 530                             | 5.701                              | 0,11%       | 0                    | 0     | 0     |
| PSC                                                          | 11.476                             | 424                             | 11.900                             | 0,23%       | 0                    | 0     | 0     |
| PCB                                                          | 3.579                              | 2.073                           | 5.652                              | 0,11%       | 0                    | 0     | 0     |
| PL                                                           | 1.042.535                          | 16.412                          | 1.058.947                          | 20,73%      | 4                    | 1     | 5     |
| PCO                                                          | 128                                | 687                             | 815                                | 0,02%       | 0                    | 0     | 0     |
| NOVO                                                         | 0                                  | 0                               | 0                                  | 0%          | 0                    | 0     | 0     |
| PMN                                                          | 7.185                              | 3.876                           | 11.061                             | 0,22%       | 0                    | 0     | 0     |
| PMB                                                          | 2.439                              | 307                             | 2.746                              | 0,05%       | 0                    | 0     | 0     |
| AGIR                                                         | 2.386                              | 644                             | 3.030                              | 0,06%       | 0                    | 0     | 0     |
| PSB                                                          | 167.841                            | 1.637                           | 169.478                            | 3,32%       | 0                    | 0     | 0     |
| UNIÃO                                                        | 709.596                            | 10.205                          | 719.801                            | 14,09%      | 3                    | 1     | 4     |
| PATRIOTA                                                     | 4.195                              | 356                             | 4.551                              | 0,09%       | 0                    | 0     | 0     |
| PSD                                                          | 615.006                            | 6.803                           | 621.809                            | 12,17%      | 2                    | 1     | 3     |
| AVANTE                                                       | 33.354                             | 3.446                           | 36.800                             | 0,72%       | 0                    | 0     | 0     |
| UP                                                           | 2.140                              | 187                             | 2.327                              | 0,05%       | 0                    | 0     | 0     |
| PROS                                                         | 3.385                              | 337                             | 3.722                              | 0,07%       | 0                    | 0     | 0     |
| TOTAL                                                        | 4.919.415                          | 188.824                         | 5.108.239                          | 90,84%      | 16                   | 6     | 22    |
| Votos em Branco                                              | 295.582                            | 295.582                         | 295.582                            | 5,26%       |                      |       |       |
| Votos Nulos - Nulos na urna - Nulos técnico                  | 205.809 - 202.288 - 3.521          | 205.809 - 202.288 - 3.521       | 205.809 - 202.288 - 3.521          | 3,66%       |                      |       |       |
| Votos Anulados                                               | 13.820                             | 13.820                          | 13.820                             | 0,24%       |                      |       |       |
| Total                                                        | 5.623.450                          | 5.623.450                       | 5.623.450                          | 82,54%      |                      |       |       |
| Abstenções                                                   | 1.189.543                          | 1.189.543                       | 1.189.543                          | 17,46%      |                      |       |       |
| Total de inscritos                                           | 6.812.993                          | 6.812.993                       | 6.812.993                          | 100%        |                      |       |       |

| Partido | Partido      | Votos     | Votos (%) |
| ------- | ------------ | --------- | --------- |
|         | PL           | 1 058 947 | 20,73%    |
|         | PDT          | 975 407   | 19,09%    |
|         | UNIÃO        | 719 801   | 14,09%    |
|         | PSD          | 621 809   | 12,17%    |
|         | PT           | 562 457   | 11,01%    |
|         | MDB          | 259 545   | 5,08%     |
|         | PP           | 225 463   | 4,41%     |
|         | REPUBLICANOS | 179 371   | 3,51%     |
|         | PSB          | 169 478   | 3,32%     |
|         | PSOL         | 124 879   | 2,44%     |
|         | PCdoB        | 51 167    | 1%        |
|         | AVANTE       | 36 800    | 0,72%     |
|         | PSDB         | 31 076    | 0,61%     |
|         | CIDADANIA    | 23 499    | 0,46%     |
|         | PSC          | 11 900    | 0,23%     |
|         | PMN          | 11 061    | 0,22%     |
|         | PTB          | 6 814     | 0,13%     |
|         | PODE         | 5 701     | 0,11%     |
|         | PV           | 5 668     | 0,11%     |
|         | PCB          | 5 652     | 0,11%     |
|         | REDE         | 4 553     | 0,09%     |
|         | PATRIOTA     | 4 551     | 0,09%     |
|         | PROS         | 3 722     | 0,07%     |
|         | AGIR         | 3 030     | 0,06%     |
|         | PMB          | 2 746     | 0,05%     |
|         | UP           | 2 327     | 0,05%     |
|         | PCO          | 815       | 0,02%     |
|         | NOVO         | 0         | 0%        |
|         | PSTU         | 0         | 0%        |
| Totais  | Totais       | 5 108 239 |           |

### Deputados estaduais
O Quociente eleitoral estabelecido para esta eleição foi de 109.891 votos.

#### Resultados por Partido/Federação
| Partido/Federação                                            | Votos Nominais                       | Votos em Legenda                  | Votação Total                        | Porcentagem | Vagas                | Vagas | Vagas |
| Partido/Federação                                            | Votos Nominais                       | Votos em Legenda                  | Votação Total                        | Porcentagem | Quociente Partidário | Média | Total |
| ------------------------------------------------------------ | ------------------------------------ | --------------------------------- | ------------------------------------ | ----------- | -------------------- | ----- | ----- |
| FE BRASIL (PT/PCdoB/PV) - PT - PV - PCdoB                    | 770.469 - 631.730 - 35.730 - 103.009 | 180.104 - 175.339 - 1.339 - 3.426 | 950.573 - 807.069 - 37.069 - 106.435 | 18,80%      | 8                    | 1     | 9     |
| FEDERAÇÃO PSDB CIDADANIA (PSDB/CIDADANIA) - CIDADANIA - PSDB | 259.555 - 109.565 - 149.990          | 12.460 - 3.495 - 8.965            | 272.015 - 113.060 - 158.955          | 5,38%       | 2                    | 0     | 2     |
| FEDERAÇÃO PSOL REDE (PSOL/REDE) - REDE - PSOL                | 155.382 - 0 - 155.382                | 4.364 - 806 - 3.558               | 159.746 - 806 - 158.940              | 3,16%       | 1                    | 0     | 1     |
| REP                                                          | 187.035                              | 6.487                             | 193.522                              | 3,83%       | 1                    | 1     | 2     |
| PP                                                           | 281.984                              | 13.211                            | 295.195                              | 5,84%       | 2                    | 1     | 3     |
| PDT                                                          | 1.190.965                            | 47.597                            | 1.238.562                            | 24,50%      | 11                   | 2     | 13    |
| PTB                                                          | 10.942                               | 2.821                             | 13.763                               | 0,27%       | 0                    | 0     | 0     |
| MDB                                                          | 359.149                              | 12.491                            | 371.640                              | 7,35%       | 3                    | 0     | 3     |
| PSTU                                                         | 0                                    | 0                                 | 0                                    | 0%          | 0                    | 0     | 0     |
| PODE                                                         | 3.517                                | 697                               | 4.214                                | 0,08%       | 0                    | 0     | 0     |
| PL                                                           | 474.224                              | 21.037                            | 495.261                              | 9,80%       | 4                    | 0     | 4     |
| NOVO                                                         | 0                                    | 0                                 | 0                                    | 0%          | 0                    | 0     | 0     |
| PMN                                                          | 137.977                              | 2.857                             | 140.834                              | 2,79%       | 1                    | 0     | 1     |
| AGIR                                                         | 17.960                               | 668                               | 18.628                               | 0,37%       | 0                    | 0     | 0     |
| PSB                                                          | 10.325                               | 3.937                             | 14.262                               | 0,28%       | 0                    | 0     | 0     |
| UNIÃO                                                        | 384.891                              | 21.364                            | 406.255                              | 8,04%       | 3                    | 1     | 4     |
| PSD                                                          | 312.400                              | 17.999                            | 330.399                              | 6,54%       | 3                    | 0     | 3     |
| AVANTE                                                       | 122.186                              | 19.683                            | 141.869                              | 2,81%       | 1                    | 0     | 1     |
| UP                                                           | 1.401                                | 261                               | 1.662                                | 0,03%       | 0                    | 0     | 0     |
| PROS                                                         | 6.264                                | 332                               | 6.596                                | 0,13%       | 0                    | 0     | 0     |
| TOTAL                                                        | 4.686.626                            | 368.370                           | 5.054.996                            | 89,89%      | 40                   | 6     | 46    |
| Votos em Branco                                              | 316.083                              | 316.083                           | 316.083                              | 5,62%       |                      |       |       |
| Votos Nulos - Nulos na urna - Nulos técnico                  | 209.694 - 208.757 - 937              | 209.694 - 208.757 - 937           | 209.694 - 208.757 - 937              | 3,73%       |                      |       |       |
| Votos Anulados                                               | 42.677                               | 42.677                            | 42.677                               | 0,76%       |                      |       |       |
| Total                                                        | 5.623.450                            | 5.623.450                         | 5.623.450                            | 82,54%      |                      |       |       |
| Abstenções                                                   | 1.189.543                            | 1.189.543                         | 1.189.543                            | 17,46%      |                      |       |       |
| Total de inscritos                                           | 6.812.993                            | 6.812.993                         | 6.812.993                            | 100%        |                      |       |       |

| Partido | Partido      | Votos     | Votos (%) |
| ------- | ------------ | --------- | --------- |
|         | PDT          | 1 238 562 | 24,5%     |
|         | PT           | 807 069   | 15,97%    |
|         | PL           | 495 261   | 9,8%      |
|         | UNIÃO        | 406 255   | 8,04%     |
|         | MDB          | 371 640   | 7,35%     |
|         | PSD          | 330 399   | 6,54%     |
|         | PP           | 295 195   | 5,84%     |
|         | REPUBLICANOS | 193 522   | 3,83%     |
|         | PSDB         | 158 955   | 3,14%     |
|         | PSOL         | 158 940   | 3,14%     |
|         | AVANTE       | 141 869   | 2,81%     |
|         | PMN          | 140 834   | 2,79%     |
|         | CIDADANIA    | 113 060   | 2,24%     |
|         | PCdoB        | 106 435   | 2,11%     |
|         | PV           | 37 069    | 0,73%     |
|         | AGIR         | 18 628    | 0,37%     |
|         | PSB          | 14 262    | 0,28%     |
|         | PTB          | 13 763    | 0,27%     |
|         | PROS         | 6 596     | 0,13%     |
|         | PODE         | 4 214     | 0,08%     |
|         | UP           | 1 662     | 0,03%     |
|         | REDE         | 806       | 0,02%     |
|         | NOVO         | 0         | 0%        |
|         | PSTU         | 0         | 0%        |
| Totais  | Totais       | 5 054 996 |           |

#### Eleitos
| Candidato              | Partido | Votação | Critério de eleição  |
| ---------------------- | ------- | ------- | -------------------- |
| Carmelo Neto           | PL      | 118.603 | Quociente partidário |
| Evandro Leitão         | PDT     | 113.808 | Quociente partidário |
| Marta Gonçalves        | PL      | 112.787 | Quociente partidário |
| Fernando Santana       | PT      | 111.639 | Quociente partidário |
| Sergio Aguiar          | PDT     | 97.522  | Quociente partidário |
| Romeu Aldigueri        | PDT     | 90.399  | Quociente partidário |
| Zezinho Albuquerque    | PP      | 85.138  | Quociente partidário |
| Doutora Silvana        | PL      | 83.423  | Quociente partidário |
| Gabriella Aguiar       | PSD     | 83.128  | Quociente partidário |
| Renato Roseno          | PSOL    | 83.062  | Quociente partidário |
| Cláudio Pinho          | PDT     | 82.267  | Quociente partidário |
| Osmar Baquit           | PDT     | 79.769  | Quociente partidário |
| Pr. Alcides Fernandes  | PL      | 79.207  | Quociente partidário |
| David Durand           | REP     | 78.419  | Quociente partidário |
| Guilherme Landim       | PDT     | 76.726  | Quociente partidário |
| João Jaime             | PP      | 76.053  | Quociente partidário |
| Marcos Sobreira        | PDT     | 72.183  | Quociente partidário |
| Jeová Mota             | PDT     | 68.881  | Quociente partidário |
| Agenor Neto            | MDB     | 68.289  | Quociente partidário |
| Antonio Henrique       | PDT     | 67.148  | Quociente partidário |
| Lia Gomes              | PDT     | 67.000  | Quociente partidário |
| Queiroz Filho          | PDT     | 64.374  | Quociente partidário |
| Danniel Oliveira       | MDB     | 63.463  | Quociente partidário |
| De Assis Diniz         | PT      | 63.253  | Quociente partidário |
| Moises Braz            | PT      | 63.149  | Quociente partidário |
| Oriel Filho            | PDT     | 60.642  | Média                |
| Firmo Camurça          | UNIÃO   | 57.836  | Quociente partidário |
| Salmito                | PDT     | 56.624  | Média                |
| Leonardo Pinheiro      | PP      | 56.059  | Média                |
| Alysson Aguiar         | PC do B | 55.449  | Quociente partidário |
| Davi de Raimundão      | MDB     | 55.112  | Quociente partidário |
| Dr. Oscar Rodrigues    | UNIÃO   | 54.066  | Quociente partidário |
| Dr. Lucílvio Girão     | PSD     | 52.368  | Quociente partidário |
| Luana Ribeiro          | CID     | 51.548  | Quociente partidário |
| Jô Farias              | PT      | 47.816  | Quociente partidário |
| Julinho                | PT      | 46.082  | Quociente partidário |
| Juliana Lucena         | PT      | 45.474  | Quociente partidário |
| Missias do MST         | PT      | 44.853  | Quociente partidário |
| Sargento Reginauro     | UNIÃO   | 41.635  | Quociente partidário |
| Larissa Gaspar         | PT      | 37.887  | Média                |
| Felipe Mota            | UNIÃO   | 36.949  | Média                |
| Fernando Hugo          | PSD     | 36.880  | Quociente partidário |
| Apóstolo Luiz Henrique | REP     | 35.149  | Média                |
| Emilia Pessoa          | PSDB    | 33.275  | Quociente partidário |
| Lucinildo Frota        | PMN     | 21.751  | Quociente partidário |
| Stuart Castro          | AVANTE  | 17.243  | Quociente partidário |